# Article 34 de la Constitution tunisienne de 1959
L'article 34 de la Constitution tunisienne de 1959 est le 34e des 78 articles de la Constitution tunisienne adoptée le 1er juin 1959.
C'est le 17e article du deuxième chapitre intitulé « Le pouvoir législatif », il décrit la composition de l'Assemblée nationale tunisienne, les conditions de ses membres, leurs attributions et son fonctionnement. 

## Texte
« La loi règle le mode de préparation et de présentation à l'Assemblée nationale du budget de l'État ; elle fixe l'année budgétaire. »